# Ga Sareung
Ga Sareung là ga đường sắt trên Tuyến Gyeongchun. Nó được đặt tên theo Sareung, ngôi mộ hoàng gia của Hoàng hậu Jeongsun, hoàng hậu của Danjong, vua thứ sáu của Triều đại Joseon.

## Bố trí ga
| ↑ Toegyewon     |
| ４３ \| ２１ \| |
| Geumgok ↓       |

| １·２ | ●Tuyến Gyeongchun →ITX-Cheongchun | → Hướng đi Chuncheon →                                 |
| ３·４ | ●Tuyến Gyeongchun →ITX-Cheongchun | ← Hướng đi Cheongnyangni · Đại học Kwangwoon · Yongsan |